# Birgit Schwarz (Kunsthistorikerin)
Birgit Schwarz (* 1956) ist eine deutsche Kunsthistorikerin und Spezialistin für den NS-Kunstraub und Hitlers Kunstraub- und Museumsprojekte.

## Leben und Wirken

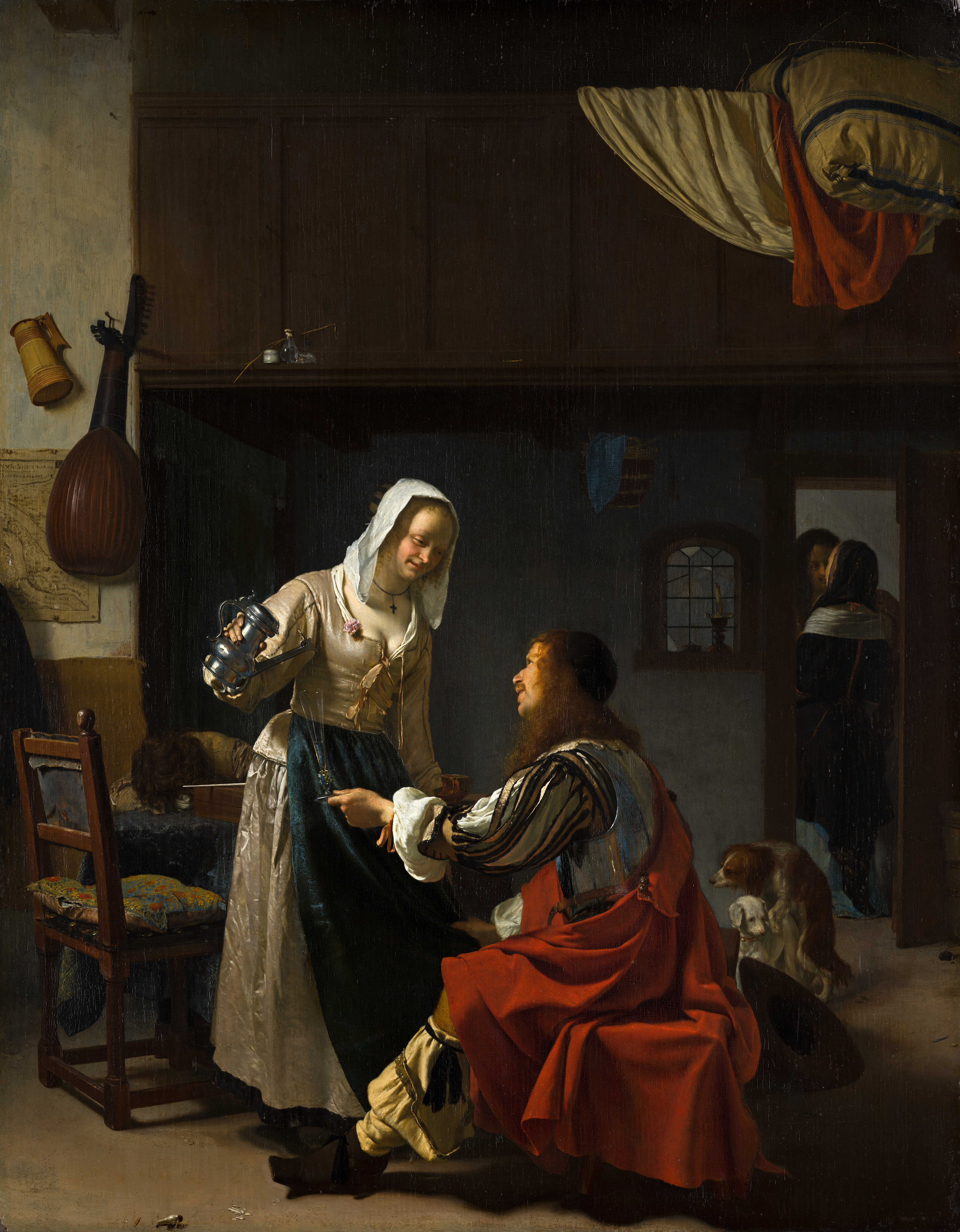
Frans van Mieris d. Ä.: Gemälde aus dem Mauritshuis im Bestand des Sonderauftrags Linz, 1941 von Hitler angeeignet. Seit 1960 wieder im Mauritshuis.

Schwarz studierte 1975–1984 Kunstgeschichte, Klassische Archäologie und Kirchengeschichte an der Johannes Gutenberg-Universität Mainz und schloss 1984 mit der Promotion ab. 1985–1986 absolvierte sie ein wissenschaftliches Volontariat an der Staatlichen Kunsthalle Karlsruhe; mit der Studioausstellung Otto Dix und das Mittelalter rund um das Gemälde Die sieben Todsünden (1933) von Otto Dix (14. Juni bis 27. Juli 1986) und dem Bildheft zu den Dix-Werken der Staatlichen Kunsthalle Karlsruhe legte Schwarz erste kuratorische und wissenschaftliche Ergebnisse vor.
1987–1990 hielt sie sich zu Studien in Rom auf. In den Jahren 1991–1998 war sie als Autorin, Kuratorin und Lektorin in Trier tätig. 1993 erschien im Insel Verlag ihre Kunst-Monographie Otto Dix. Großstadt, mit der sie das wohl bekannteste Gemälde der Zwanziger Jahre, das Großstadt-Triptychon (Kunstmuseum Stuttgart), als Dixens Antrittswerk als Professor der Akademie der Bildenden Künste in Dresden bestimmte, gemalt für die Ausstellung Sächsische Kunst unserer Zeit anlässlich des 100-jährigen Bestehens des Sächsischen Kunstvereins 1928. Schwarz identifizierte im Mittelbild dargestellte Personen, Freunde und Förderer des Malers, darunter den Mann, der ihn berufen hatte: Ministerialdirektor Alfred Schulze, den "ungekrönten König von Sachsen", den der Maler als Saxophonspieler auftreten ließ. Sie rekonstruierte die kunstpolitischen, kulturhistorischen und stilistischen Kontexte des Triptychons, mit dem sich Dix in Dresden als neuer Cranach vorstellte. Seither hat sich Schwarz in zahlreichen Publikationen mit Leben und Werk des Malers Otto Dix auseinandergesetzt, zuletzt mit seiner bisher in der Forschung marginalisierten Schaffensphase als Dadaist.
Seit 1998 lebt Birgit Schwarz in Wien. Von 2010 bis 2012 führte sie das Provenienzforschungsprojekt Der „Linz-Bestand“ im Kupferstich-Kabinett der Staatlichen Kunstsammlungen Dresden durch. Aufgrund ihrer Recherchen konnte mehrere Zeichnungen an ihre rechtmäßigen Besitzer restituiert werden.
Vom 1. Juli 2013 bis 30. Juni 2016 leitete sie das Forschungsprojekt „Sonderauftrag Ostmark“. Hitlers Kunstraub- und Museumspolitik in Österreich. Eine Untersuchung der historischen Abläufe, organisatorische Strukturen, Bestände und kunstpolitische Ziele am Institut für Kunstgeschichte der Universität Wien und in Kooperation mit der Kommission für Provenienzforschung Wien. 2016–2017 wirkte sie als wissenschaftliche Beraterin bei der Ausstellung Bestandsaufnahme Gurlitt. Der NS-Kunstraub und die Folgen in der Kunst- und Ausstellungshalle der Bundesrepublik Deutschland, Bonn, mit. Von April 2017 bis März 2020 führte sie als wissenschaftliche Mitarbeiterin die Transkriptionen und Recherchen für die kommentierte Online-Edition der fünf Reisetagebücher des Kunsthistorikers Hans Posses (1939–1942) im Deutschen Kunstarchiv am Germanischen Nationalmuseum durch. Zudem hielt sie Lehrveranstaltungen ab am Institut für Kunstgeschichte der Universitäten Trier und Wien.
Sie erhielt Stipendien u. a. des Landes Rheinland-Pfalz und der Gerda Henkel-Stiftung.

## „Sonderauftrag Linz“
Schwarz befasste sich in einer umfangreichen Edition eingehend mit Hitlers „Sonderauftrag Linz“, der Planung für ein „Führermuseum“ in der „Führerstadt Linz“. In Österreich und den besetzten Ländern wurden aus beschlagnahmten, vor allem jüdischen Sammlungen Gemälde ausgesucht, teilweise auch angekauft. Schwarz arbeitete erstmalig die Museumsplanungen auf und stellte die wichtigste Bildquelle dazu vor: die 19 erhaltenen von ehemals 31 Fotoalben, die Hitler in regelmäßigen Abständen vom Sonderauftrag überreicht wurden. Gut 900 Kunstwerke werden abgebildet, im Katalog identifiziert und mit Angaben zur Provenienz versehen. Die in der Publizistik immer noch dominierende Vorstellung vom „größten Museum der Welt“ ist als Mythos entlarvt. Neben dieser wichtigsten Bildquelle zum "Führermuseum" hat sie 2009 in ihrem Buch Geniewahn: Hitler und die Kunst weitere bis dahin unbekannte Fotoalben zur Kunstsammlung Adolf Hitlers in die Forschung eingeführt: den zweibändigen Katalog Meisterwerke der Malerei A H, gedruckt in der Reichsdruckerei, und das Fotoalbum Katalog der Privat-Gallerie Adolf Hitlers in der Kongress-Bibliothek in Washington, D.C. Geniewahn. Hitler und die Kunst erfuhr große Beachtung und wird von der neueren Hitlerforschung als Standardwerk zum Kunstverständnis Hitlers rezipiert. 2016 hat sie mit ihrem Buch Auf Befehl des Führers. Hitler und der NS-Kunstraub erstmalig den sogenannten „Führervorbehalt“ als Adolf Hitlers Selbstermächtigung zum NS-Kunstraub systematisch und umfassend dargestellt.

## Schriften
- Otto Dix. Großstadt. Eine Kunst-Monographie, Insel-Verlag, Frankfurt am Main und Leipzig 1993, ISBN 3-458-33186-7, ISBN 978-3-458-33186-5.
- Hitlers Museum. Die Fotoalben »Gemäldegalerie Linz«: Dokumente zum »Führermuseum«, Vandenhoeck & R., Göttingen 2004, ISBN 978-3-205-77054-1.
- Geniewahn, Hitler und die Kunst, Böhlau, Wien 2009, ISBN 978-3-205-78819-5.
- Auf Befehl des Führers. Hitler und der NS-Kunstraub, Theiss, Darmstadt 2014, ISBN 978-3-8062-2958-5.
- Maldadadix: Otto Dix und die Dada-Malerei: 1919 bis 1922. Böhlau, Wien Köln 2023, ISBN 978-3-205-21604-9.